# Старовойт, Роман Владимирович
Рома́н Влади́мирович Старово́йт (20 января 1972, Курск, Курская область, РСФСР, СССР — 7 июля 2025, Парк Малевича, Одинцовский городской округ, Московская область, Россия) — российский государственный и политический деятель. Министр транспорта Российской Федерации с 14 мая 2024 года по 7 июля 2025 года. Губернатор Курской области (с 16 сентября 2019 года по 14 мая 2024 года, врио с 11 октября 2018 года по 16 сентября 2019 года). Действительный государственный советник Российской Федерации 1-го класса.

## Биография
Отец Владимир Александрович Старовойт работал на Курской атомной электростанции. В 1974 году его перевели на Ленинградскую АЭС, в город Сосновый Бор Ленинградской области, где прошло детство Романа Старовойта.

### Образование
В 1995 году окончил Балтийский государственный технический университет имени Д. Ф. Устинова по специальности «Импульсные тепловые машины».
В 2008 году окончил Северо-Западную академию государственной службы по специальности «Государственное и муниципальное управление».
В 2012 году в Московском университете МВД РФ защитил диссертацию на соискание степени кандидата педагогических наук по теме «Инновационная методика подготовки спортсменов в зимнем полиатлоне».
В 2019 году окончил обучение по программе развития кадрового управленческого резерва Высшей школы государственного управления (ВШГУ) РАНХиГС.

### Трудовая деятельность

#### В бизнесе
В 1995 году был исполнительным директором АО «Региональное инвестиционное агентство». В 1995—2001 годах — генеральный директор компании по управлению активами НПФ «Промышленный». В 2002—2005 годах был владельцем и генеральным директором строительной компании «Стройинвест».

#### В аппарате министерств и ведомств РФ
С 2005 по 2007 год занимал должность начальника отдела по работе с инвесторами комитета по инвестициям и стратегическим проектам правительства Санкт-Петербурга. В 2007—2010 годах являлся первым заместителем председателя Комитета по инвестициям и стратегическим проектам правительства Санкт-Петербурга. С 2010 по 2012 год был заместителем директора Департамента промышленности и инфраструктуры Аппарата правительства Российской Федерации.
С 22 ноября 2012 года являлся руководителем Федерального дорожного агентства (Росавтодор). С 27 сентября по 15 октября 2018 года работал заместителем министра транспорта Российской Федерации.

#### Во главе Курской области
11 октября 2018 года, после отставки Александра Михайлова, был назначен временно исполняющим обязанности губернатора Курской области.
4 апреля 2019 года беспартийный Старовойт подал документы для участия в праймериз «Единой России» по отбору кандидата от партии на выборах губернатора Курской области, запланированных на 8 сентября 2019 года. В ходе тайного голосования в курском региональном отделении «Единой России» за Старовойта отдали голоса 229 делегатов из 257. В июне «Единая Россия» выдвинула его кандидатом в губернаторы. Он быстро собрал необходимые для регистрации подписи, которые облизбиркомом признал действительными. 19 июля был зарегистрирован кандидатом от партии «Единая Россия», при этом не являясь членом партии. На состоявшихся 8 сентября 2019 года выборах Старовойт получил 81,07 % голосов при явке 41,56 % и был избран губернатором Курской области на 5 лет. Срок его полномочий завершился 14 мая 2024 года.
9 ноября 2020 года вступил в партию «Единая Россия».
21 декабря 2020 года вошёл в состав президиума Государственного Совета Российской Федерации.

#### В образовании
Являлся доцентом кафедры экономической безопасности и налогообложения Юго-Западного государственного университета.

#### Министр транспорта
11 мая 2024 года Председатель Правительства Российской Федерации Михаил Мишустин предложил кандидатуру Старовойта на должность министра транспорта России. 14 мая Госдума Российской Федерации утвердила его на должность министра транспорта России, и в тот же день Старовойт был назначен на эту должность указом Президента Российской Федерации Владимира Путина.
7 июля 2025 года был освобождён от должности министра транспорта России.

### Смерть
Утром 7 июля 2025 года, уже после того как был опубликован указ о его отставке, Старовойт приехал в Министерство транспорта Российской Федерации, простился с некоторыми из бывших подчинённых, и, вероятно, забрал оружие из сейфа в служебном кабинете. После этого он на личном автомобиле Tesla отправился в парк Малевича, находящийся вблизи деревни Раздоры Одинцовского городского округа, где оставил машину на стоянке. Тело Старовойта было обнаружено около 15 часов того же дня в парке. По предварительным данным, причиной смерти, произошедшей за несколько часов до этого, стало самоубийство. Старовойт застрелился из наградного пистолета Glock, который позже был найден рядом с трупом. Тело было опознано помощницей Старовойта, с которой, по некоторым данным, он жил в последнее время. Вероятной причиной самоубийства считается расследование взяток и хищений при строительстве оборонительных сооружений в Курской области, к которым мог быть причастен Старовойт в период его работы губернатором региона.
Прощание прошло 10 июля в Центральной клинической больнице в Москве. Похороны состоялись 11 июля на Смоленском кладбище Санкт-Петербурга.

## Классный чин
- Действительный государственный советник Российской Федерации 1-го класса

## Награды
Был удостоен ряда наград, среди них:
- орден Александра Невского (2017);
- орден Почёта (2014);
- орден Дружбы (2020);
- почётная грамота Президента Российской Федерации;
- благодарность Президента Российской Федерации (2012).
- наградное оружие — пистолет от МВД РФ (2023)[29]

## Личная жизнь
Был в разводе с 2022 года. Воспитывал двух дочерей.
Участник четырёх Московских международных марафонов. Увлекался триатлоном, 7 октября 2018 года за 13 часов 33 минуты преодолел супермарафон Iron man («Железный человек») — 3800 м плавание, 180 км велосипед и 42 км бег.

## Международные санкции
С июля 2022 года за поддержку вторжения России на Украину был внесён в санкционный список Великобритании «против российских чиновников, поддерживающих марионеточные администрации Путина в Украине». 19 августа 2022 года Старовойт попал в санкционный список Канады «близких соратников режима, которые являются соучастниками агрессии российского режима против Украины». 15 декабря 2022 года был внесён в санкционный список США за «призыв граждан на войну в ответ на недавний российский приказ о мобилизации».
19 октября 2022 года попал под санкции Украины как «глава государственного органа, осуществлявший поддержку/поощрение/публичное одобрение политики РФ, направленной на проведение военных действий и геноцид гражданского населения в Украине».
По аналогичным основаниям находился под санкциями Австралии и Новой Зеландии.